# 费利什兰迪亚
费利什兰迪亚是巴西米纳斯吉拉斯州的一个市镇。总面积1553.352平方公里，总人口13618人，人口密度8.8人/平方公里。